# Beneški filmski festival
Beneški mednarodni filmski festival (Mostra Internazionale d'Arte Cinematografica) je najstarejši festival te vrste na svetu. Od leta 1932 naprej se vsako leto odvija konec avgusta, začetek septembra v Benetkah (Italija). 
Filmski festival je del Beneških festivalov za sodobno umetnost. 

## Kategorizacija in nagrade
Filmi se uvrščajo v štiri kategorije, in sicer tekmovalni program, sekcijo za kratke filme, sekcijo »Obzorja« in sekcijo za prve filme. 
Glavna nagrada na filmskem festivalu v Benetkah je zlati lev (Leone d'Oro), ki ga prejme režiser najboljšega celovečernega filma v tekmovalnem programu. Druge nagrade so še srebrni levi (za najboljšega igralca in igralko ter v tehničnih kategorijah), posebna nagrada žirije ter nagrada Luigi de Laurentiis ali lev prihodnosti za najboljši prvi film. Slednjo si je slovenski režiser Jan Cvitkovič prislužil s filmom Kruh in mleko. 
Leta 2004 je na mestu direktorja festivala Marco Müller zamenjal Moritza de Hadelna.

## Dobitniki zlatega leva (izbor)
| Leto         | Film                                | Režija                 |
| ------------ | ----------------------------------- | ---------------------- |
| 2005         | Gora Brokeback                      | Ang Lee                |
| 2004         | Vera Drake                          | Mike Leigh             |
| 2003         | Vrnitev                             | Andrej Zvjagintsev     |
| 2002         | Sestre magdalenke                   | Peter Mullan           |
| 2001         | Monsunska svatba                    | Mira Nair              |
| 2000         | Krog                                | Jafar Panahi           |
| 1997         | Hana-Bi                             | Takeshi Kitano         |
| 1996         | Michael Collins                     | Neil Jordan            |
| 1991         | Urga                                | Nikita Mikhalkov       |
| 1990         | Rozenkranc in Gildenštern sta mrtva | Tom Stoppard           |
| 1987         | Na svidenje, otroci                 | Louis Malle            |
| 1983         | Ime: Karmen                         | Jean-Luc Godard        |
| 1982         | Dejansko stanje                     | Wim Wenders            |
| 1980         | Gloria                              | John Cassavetes        |
| in           | Atlantic City                       | Louis Malle            |
| 1969 do 1979 | - Brez tekmovalnega programa -      |                        |
| 1967         | Lepotica dneva                      | Luis Buñuel            |
| 1966         | Boj za Alžirijo                     | Gillo Pontecorvo       |
| 1964         | Rdeča puščava                       | Michelangelo Antonioni |
| 1961         | Zadnje leto v Marienbadu            | Alain Resnais          |
| 1959         | Napačni general                     | Roberto Rossellini     |
| in           | Velika vojna                        | Mario Monicelli        |
| 1957         | Aparajito                           | Satyajit Ray           |
| 1956         | - Brez dobitnika nagrade -          |                        |
| 1955         | Beseda                              | Carl Theodor Dreyer    |
| 1953         | - Brez dobitnika nagrade -          |                        |
| 1951         | Rašomon                             | Akira Kurosawa         |
| 1948         | Hamlet                              | Laurence Olivier       |
| 1946         | - Brez dobitnika nagrade -          |                        |
| 1942         | Bengasi                             | Augusto Genina         |
| 1941         | Železna krona                       | Alessandro Blasetti    |
| 1937         | Scipio afriški                      | Carmine Gallone        |
| 1936         | Bela garda                          | Augusto Genina         |